# Ешлі (ім'я)
Ешлі (англ. Ashley) — чоловіче та жіноче ім'я англійського походження.

## Відомі носії
- Ешлі Байден — американська активістка та модельєр, донька президента США Джо Байдена
- Ешлі Барнс — англійський футболіст (1989 року народження)
- Ешлі Барті — австралійська тенісистка
- Ешлі Белл — американська акторка
- Ешлі Бенсон — американська акторка, співачка та танцюристка
- Ешлі Берч — американська акторка
- Ешлі Блумфілд — новозеландський лікар та державний службовець
- Ешлі Болл — британська гравчиня в хокей на траві
- Ешлі Брозович — канадська академічна веслувальниця
- Ешлі Вагнер — американська фігуристка
- Ешлі Вествуд — англійський футболіст
- Ешлі Вільямс — американська акторка
- Ешлі Вільямс — футболіст
- Ешлі Вітні — американська плавчиня
- Ешлі Гарклроуд — американська тенісистка
- Ешлі Гаррінгтон — Канадська акторка і продюсер.
- Ешлі Гроссман — американська ватерполістка
- Ешлі Ґрін — американська акторка
- Ешлі Джад — американська акторка, співачка та кінорежисерка
- Ешлі Джонсон — американська акторка
- Ешлі Джонсон — ватерполістка
- Ешлі Екштейн — американська акторка
- Ешлі Каріньо — пуерториканська модель і переможниця конкурсу краси
- Ешлі Келлус — австралійський плавець
- Ешлі Коул — англійський футболіст
- Ешлі Купер — австралійський тенісист
- Ешлі Лоуренс — канадська футболістка
- Ешлі Макгрегор — канадська плавчиня
- Ешлі Мюррей — американська акторка та співачка
- Ешлі Нельсон — британська легкоатлетка
- Ешлі Олсен — американська акторка, підприємиця, продюсерка та дизайнерка
- Ешлі Парк — американська акторка
- Ешлі Рікардс — американська акторка
- Ешлі Саутерн — австралійська ватерполістка
- Ешлі Стісі — регбістка
- Ешлі Твічелл — американська плавчиня
- Ешлі Тейт — хокеїст
- Ешлі Теппін — американська плавчиня
- Ешлі Тісдейл — американська співачка, акторка, телепродюсерка
- Ешлі Фішер — австралійський тенісист
- Ешлі Янг — англійський футболіст